# Atletski savez malih europskih država
Atletski savez malih europskih država ili AASSE (engl. Athletic Association of Small States of Europe) je posebna atletska organizacija koja okuplja male Europske države. Savez su zajedno osnovale izaslanstva Cipra, Islanda, Lihtenštajna i Luksemburga na Kongresu Međunarodnog atletskog saveza u Barceloni 1989.
Savez je službeno priznat tijekom IAAF-ova kongresa u Veneciji 1994., gdje je EAA-in predsjednik Carl-Olaf Homen postpisao Konstituciju AASSE-a zajedno s predstavnicima Andore, Cipra, Islanda, Lihtenštajna, Luksemburga, Malte i San Marina.
Savez uključuje sve europske države članice (Europske mikrodržave) koje imaju manje od milijun stanovnika. Sve Europske mikrodržave su članice Saveza, osim Vatikana, koji ne sudjeluje u međunarodnim altetskim natjecanjima.

## Članice
|    | država      | članica od od |
| -- | ----------- | ------------- |
| 1. | Andora      | osnivačica    |
| 2. | Cipar       | osnivač       |
| 3. | Izrael      | osnivač       |
| 4. | Lihtenštajn | osnivač       |
| 5. | Luksemburg  | osnivač       |
| 6. | Malta       | osnivačica    |
| 7. | Monako      | 2000.         |
| 8  | Crna Gora   | 2006.         |
| 9  | San Marino  | osnivač       |

## Natjecanja
Članovi ASSE osnovali su Igre malih europskih država , a prve igre doržane su od 23. do 26. svibnja 1985. u San Marinu.

## Vanjske poveznice
- AASSE-ova službena stranica  Arhivirana inačica izvorne stranice od 18. listopada 2018. (Wayback Machine)